# Les riches débarquent
Les riches débarquent (Here Comes the Neighborhood en version originale) est le douzième épisode de la cinquième saison de la série animée South Park, ainsi que le 77e épisode de l'émission.

## Synopsis
Token, qui se sent rejeté par les autres parce qu'il est riche, décide de faire venir tous les riches des États-Unis à South Park. Pendant ce temps-là, les habitants s'inquiètent de cette invasion et décident de les faire partir par tous les moyens.

## Mort de Kenny
On ne voit pas mourir Kenny mais à la fin de l'épisode, ses amis transportent son corps mutilé sur une luge en bois sans qu'on sache exactement ce qui lui est arrivé.